# Johannes Huffener
Johannes Huffener, auch Hans Huffener, Johann Huffener sowie  Johannes Hufener, Johannes Huffner und Johannes Hwffener († März oder April 1492) war ein deutscher Apotheker und Dresdner Bürgermeister.

## Leben
Über Huffeners frühe Lebensjahre ist nichts bekannt. Belegt ist, dass er aus Leipzig stammte und 1467 auf Veranlassung des Dresdner Stadtrats als Apotheker zusammen mit einem Arzt nach Dresden geholt wurde.
Am 12. Juni 1467 erhielt er das erste schriftliche Apothekerprivileg Dresdens. Damit verbunden war die Befreiung von allen Lasten und das alleinige Recht, eine Apotheke in der Stadt zu halten. Diese erste Apotheke Dresdens mit festem Standort befand sich „am Markt im letzten Haus vor der Schreibergasse von der Kreuzkirche her“. Dort durfte er gestoßene Kräuter, Würze und Weine verkaufen und außerdem Krämerei betreiben. Zu diesem Zweck bekam er vom Rat einen „Kramen“ überlassen, worin er oder seine Frau verkaufen konnten. Huffeners Nachfolger, Magister Laurentius Montzer, betrieb seine Apotheke an der Südseite des Altmarkts an der Ecke zu der heute noch dort existierenden Schreibergasse. Aus dieser ging später die Marienapotheke hervor.
Die erste Apotheke war sehr einfach ausgestattet. Sie bestand nur aus einem Verkaufsraum. Die Drogen waren auf Wandbrettern in Keramikgefäßen untergebracht. Noch im 15. Jahrhundert wurde dieser Verkaufsraum (Offizin) vom Laboratorium getrennt.
Huffener weigerte sich, dem 1468 von Kurfürst Ernst und Herzog Albrecht bestellten bekannten jüdischen Wundarzt Meister Baruch Arzneien zu liefern. Erst das Eingreifen der Landesherren zwang ihn schließlich, seinen Widerstand aufzugeben.
Die Geschäfte in der Apotheke scheinen gut gelaufen zu sein und ermöglichte dem Apotheker den Erwerb von Grundbesitz und das Auftreten als Geldverleiher. So spricht das Dresdner Stadtbuch  vom Kauf eines Ackerstücks „am Plauenschen Weg“ 1481 sowie dem Verleihen von Geld an Mitbürger 1481, 1482, 1485 und 1489.
1483 war Huffener Kläger in einem Prozess vor dem Rat gegen einen Merten Sporer, welcher Huffener auf dem Markt und in verschiedenen Bierhäusern öffentlich beschimpft hatte. Nachdem Sporer geschworen hatte, dies nicht mehr zu tun, sprach der Rat ihn frei. Im Wiederholungsfall drohten sie ihm Verbannung oder die Todesstrafe an.
Im März oder April 1492 starb Huffener, das genaue Todesdatum ist nicht bekannt. Er hinterließ bei seinem Tod Schulden, welche teilweise mit einem Weinberg am Tatzberg und einem weiteren Grundstück verrechnet wurden. Einen weiteren Teil beglich sein Schwager Bastian Jobst, der 1498 ebenfalls Bürgermeister von Dresden wurde.

## Politisches Wirken
Ab 1471 saß Huffener im Rat der Stadt Dresden und bekam die Verwaltung des Zinsherren-Amtes übertragen. Damit war er für die Erhebung und Verwaltung der dem Rat zustehenden Erb- und Kapitalzinsen verantwortlich. Dieses übte er ebenso 1474 aus. 1478 war Huffener Kämmerer des Rates und ab 1491 Brückenmeister. Das Brückenamt hatte für die Erhaltung der Dresdner Elbbrücke und der Kreuzkirche zu sorgen und verfügte über erheblichen Grundbesitz.
1481 trat Johannes Huffener als Bürgermeister an die Spitze der Verwaltung. Nach der Ratsordnung von 1470 gab es stets einen regierenden und zwei ruhende Stadträte. Derselbe Rhythmus galt für die drei gewählten Bürgermeister. So wechselten auch diese immer in der Reihenfolge regierender – beisitzender – ruhender Bürgermeister. Huffener war nach dieser Regel noch einmal 1484, 1487 und 1490 regierender Bürgermeister. Für dieses Amt erhielt er als Besoldung, Trinkgeld genannt, 7 Schock Groschen sowie diverse Naturalien.
1492 musste Huffener wohl sein Amt im Stadtrat aufgeben. Außerdem wurde gegen ihn eine Strafe von insgesamt 700 Rheinischen Gulden (400 davon zu zahlen an die Kreuzkirche, 300 an die Stadt) verhängt. Es muss ein außerordentliches „Versäumnis“ gewesen sein, welches aber nicht näher bezeichnet ist: „seinis vorsewmnis halben durch uffgelegte straff unsers g. h. zahlen“. Möglicherweise handelte es sich um eine Pflichtvergessenheit beim Stadtbrand vom 15. und 16. Juni 1491, der den größten Teil der Stadt zerstört hatte. Zur Bezahlung der Strafe musste er bei seinem Schwager Bastian Jobst Geld leihen. Dazu verpfändete er ihm sein Haus einschließlich der Apotheke.